# Wolfsbane (musikalbum)
Wolfsbane är ett album av det engelska bandet Wolfsbane. Det släpptes 1994, då Blaze Bayley hade lämnat bandet och gått till Iron Maiden. Albumet släpptes också som Limited Edition, med fem extraspår.

## Låtlista
1. "Wings" - 4:26
2. "Lifestyles of the Broke & Obscure" - 3:47
3. "My Face" - 3:26
4. "Money Talks" - 4:25
5. "Seen How It's Done" - 4:36
6. "Beautiful Lies" - 3:36
7. "Protect & Survive" - 3:25
8. "Black Machine" - 3:14
9. "Violence" - 3:42
10. "Die Again" - 13:23 (Inkluderar ett gömt bonusspår, "Say Goodbye")

### Limited Edition
1. "Rope & Ride"
2. "Want Me"
3. "For You"
4. "End of the Century"
5. "Hollow Man"
6. "Born to Run"